# Yōhei Ōnishi
Pour les articles homonymes, voir Onishi.
Yōhei Ōnishi (大西 容平, Ōnishi Yōhei) est un footballeur japonais né le 30 octobre 1982. Il évolue au poste de milieu de terrain.

## Biographie
Yōhei Ōnishi commence sa carrière professionnelle au Ventforet Kofu. Il reste six saisons dans ce club, avant d'être transféré au Kataller Toyama en 2011.
Yōhei Ōnishi est vice-champion de J-League 2 en 2010 avec le Ventforet Kofu. Il dispute 34 matchs en 1re division japonaise avec cette équipe.